# Chamouillac
Chamouillac [ʃamujak] ist eine südwestfranzösische Gemeinde mit 369 Einwohnern (Stand: 1. Januar 2022) im Département Charente-Maritime in der Region Nouvelle-Aquitaine (vor 2016 Poitou-Charentes). Die Gemeinde gehört zum Arrondissement Jonzac und zum Kanton Les Trois Monts. Die Einwohner werden Chamouillacois genannt.

## Lage
Chamouillac liegt im Süden der Saintonge etwa 55 Kilometer nordnordöstlich von Bordeaux. Umgeben wird Chamouillac von den Nachbargemeinden Rouffignac im Norden, Coux im Nordosten, Souméras im Osten und Südosten, Donnezac im Süden sowie Courpignac im Westen und Nordwesten.

## Bevölkerungsentwicklung
| Jahr                       | 1962 | 1968 | 1975 | 1982 | 1990 | 1999 | 2006 | 2019 |
| Einwohner                  | 412  | 338  | 288  | 303  | 316  | 322  | 308  | 372  |
| Quellen: Cassini und INSEE |      |      |      |      |      |      |      |      |

## Sehenswürdigkeiten

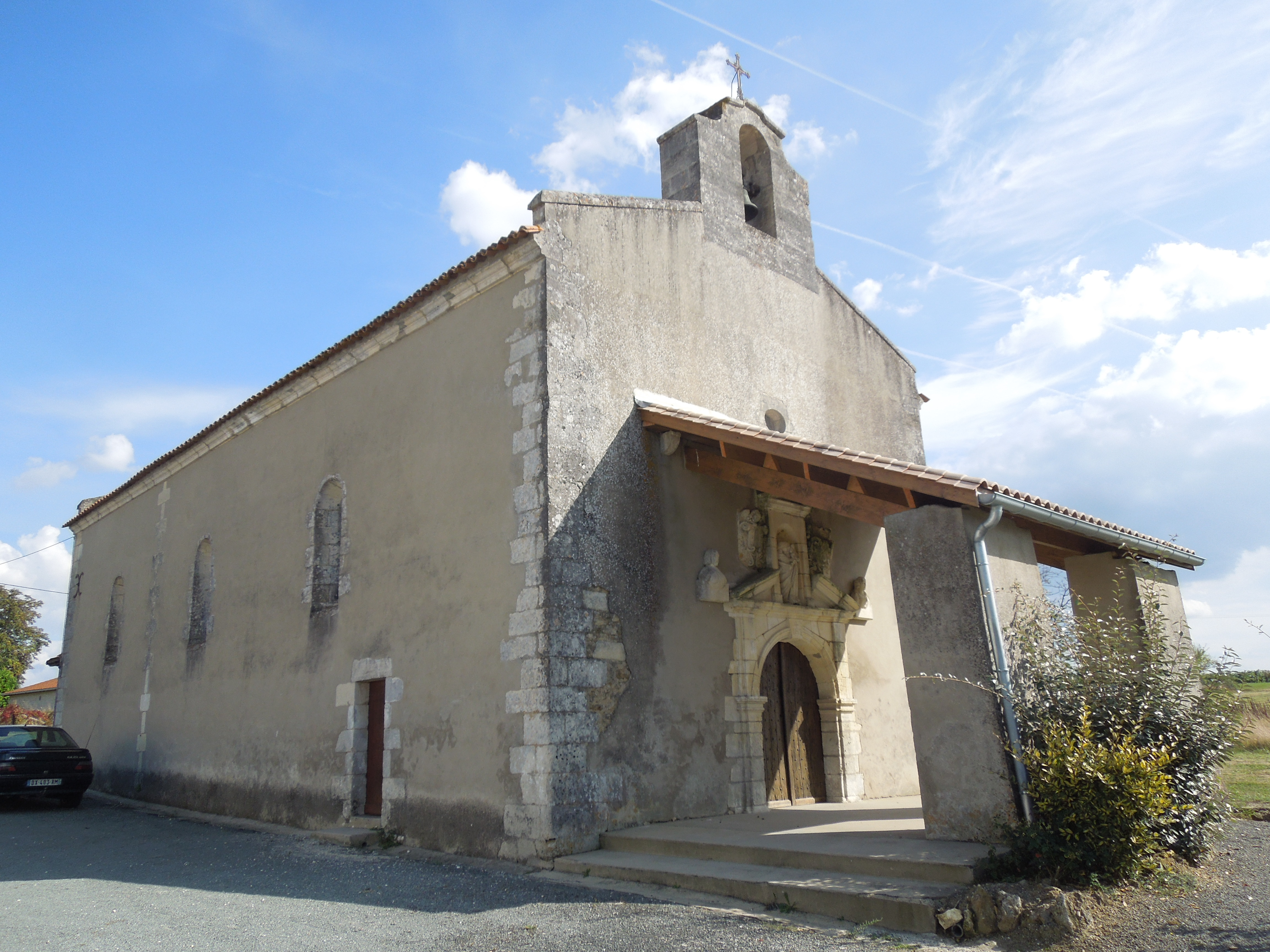
Kirche Saint-Pierre

- Kirche Saint-Pierre (siehe auch: Liste der Monuments historiques in Chamouillac)